# Данкан Џоунс
Данкан Зоуви Хејвуд Џоунс (енгл. Duncan Zowie Haywood Jones; рођен 30. маја 1971. године) је енглески филмски режисер, продуцент и сценариста. Најбоље је знан због режисирања научнофантастичног филма Месец (2009), добивши БАФТА награду за изузетно дебитантско остварење британског писца, режисера или продуцента, Source Code (2011) и Warcraft: Почетак (2016).
Син је рок певача Дејвида Боуија и Енџи Боуви.

## Детињство и младост
Џоунс је једино дете из брака Дејвида Боуија и његове прве супруге Ангеле, америчког модела кипарског порекла. Рођен је у Брумлију, Лондон. Његово рођење је навело Боувија да напише песму „Kooks” која се налази на албуму Hunky Dory из 1971. године.
Џоунс је одрастао у Лондону, Берлину и Вевеу где је похађао први и други разред у лозанској Американ комонвелт школи (Commonwealth American School) сада знану као Међународна школа у Лозани (International School of Lausanne). Када су се Боуији развели у фебруару 1980. године, Дејвид Боуи је добио старатељство над деветогодишњим Џоунсом (који је тада био познат као Зоуви), а Џоунс је посећивао мајку све до 13. године када је прекинуо сваки контакт с њом чиме су притом остали отуђени до данас.. У 14. години почео је школовање у шкотском интернату Гордонстоун.
У 12. години, Зоуви је волео да га људи ословљавају са Џои (Joey), користећи овај надимак неко време, пре него што га је скратио на Џо (Joe) у позним тинејџерским годинама. Новинари су изјавили да је под надимком Џо 1992. године присуствовао венчању његовог оца са Иман, где је такође био кум. Док је одрастао, Џоунс је желео да буде професионални рвач, а његов отац је често хвалио природну снагу коју је Џоунс поседовао. Са 18. година је почео опет да користи своје име које је добио на рођењу.
До 1995. године Џоунс је дипломирао филозофију на Вустер колеџу. Након тога је започео своју докторску дисертацију на Ванербилт универзитету у Тенесију, али је одустао пре него што је докторирао како би заопчео школовање у Лондонској школи филма завршивши је 2001. године.

## Каријера
Џонс је био један од многих камермана на 50. рођенданској журци његовог оца у Медисон сквер гардену коју је режирао Тим Поуп 1997. године, а такође је био камерман на два BowieNet концерта у Роузленд балруму у Њујорку јуна 2000. такође је био и режисер цинематика за рачунарски политички симулатор Republic: The Revolution.
Џоунс је 2006. године режирао рекламу за French Connection модни бренд. Концепт Мода против стила је требало да оснажи бренд и помери га даље од прошле инкарнације FCUK за кога су многи стручњаци сматрали да је постала превише коришћена. Реклама је дебитовала 20. фебруара 2006. године и састојала се од две жене које представљају моду и стил где се боре а затим љубе. Органу за рекламни стандард (Advertising Standards Authority) је поднето 127 пријава које су везане за рекламу.
Џоунсово прво дебитанско остварење Месец је добило номинацију у седам категорија Британских независних филмских награда 2009. године, а освојило је две: Најбољи британски независни филм и Даглас Хикокс награду за најбољег британског режисера у дебитантском остварењу. Такође је номинован за две БАФТА награде 2010. године где је Џоунс добио БАФТА награду за изузетно дебитантско остварење британског писца, режисера или продуцента. Било је још 19 других номинација и победа које је филм остварио.
Режирао је и филм Source Code, научно фантастични трилер чији је продуцент Марк Гордон. Овај филм је објављен на DVD и Блу реј издању 26. јула 2011. године у САД.
Џоунс је најављен 30. јануара 2013. године као неко ко ће да режира филмску адаптацију Warcraft видео игре која је објављена у лето 2016. године. Новембра 2015. Џоунс је објавио да ће његова следећа филмска адаптација после Warcraft-а бити начуно фантастични трилер Mute. Џоунс је развијао пројекат годинама и најавио га је као спиритуални наставак филма Месец. Био је инспирисан филмом Истребљивач Ридлија Скота. Филм се осиграва у Берлину, 40 година у будућности и пратиће радњу немог бармена који ће истраживати нестанак свог колеге.

## Лични живот
Џоунс је најавио веридбу са фотографом Родин Ронкило (Rodene Ronquillo) 28. јуна 2012. Венчали су се 6. новембра 2012. године. Истог дана, Родини је дијагностикован рак дојке. Пар је од тада покренуо кампању за подизање свести о болести и ране дијагнозе. Фебруара 2016. године, пар је на Твитеру објавио да очеккују прво дете у јуну. Дете је рођено 10. јула 2016. године, а именовали су га Стентон Дејвид Џоунс (Stenton David Jones).
Џоунс је полубрат Александрије Лекси Џоунс (Alexandria "Lexi" Jones; рођена 2000. године), девојчицу коју је добио из другог брака са манекенком Иман. Такође је и полубрат Стејши Лране Целесте Липке (Stacia Larranna Celeste Lipka; рођене 1980.), ћерке његове мајке и музичара Дру Блода (Drew Blood). Такође, има сестру по маћехи Зулеку Хејвуд (Zulekha Haywood; рођену 1978. године), ћерку Иман и бившег НБА кошаркаша Спенсера Хејвуда.

## Филмографија
| Годину | Име               | Улога                      | Напомене |
| ------ | ----------------- | -------------------------- | --- |
| 2009   | Месец             | Сценариста, Редитељ        | Награда БАФТА за изузетан деби британског сценариста, редитеља или продуцента Награда Дагласа Хикокса Златна награда за најбољи европски научнофантастичан филм Фантастична Уметност Жирија Награде Фантастична Уметност Специјална Награда Награду "Хуго" за најбољи драмски приказ – дуга облик Алексеј награду за британски Редитељ. године Награде НБР за најбољи редитељски деби Удружење писаца великој Британији награду за најбољи први дугометражни сценарио филма Номинација – Алексеј награду за британски Редитељ. године Номинација – БАФТА за изузетан британски филм Номинација – речи награда за најбољу режију Номинација – Чикашке Удружења кинокритиков награду за највише обећава Fillmmaker Номинација – британском филмском фестивалу награду за највише обећавају деби. Номинација – Награда Гауди за најбољи европски филм Номинација – Реј Бредбери Награда |
| 2011   | Изворни Код       | Режисер                    | Номинација – Награда Хуго за бољи положај, облик дуга Номинација – Реј Бредбери Награда |
| 2016   | Warcraft: Почетак | Коаутор сценарија, Редитељ | |

## Спољашне везе
- Данкан Џоунс на веб-сајту  (језик: енглески)  на